# Georg Hangl

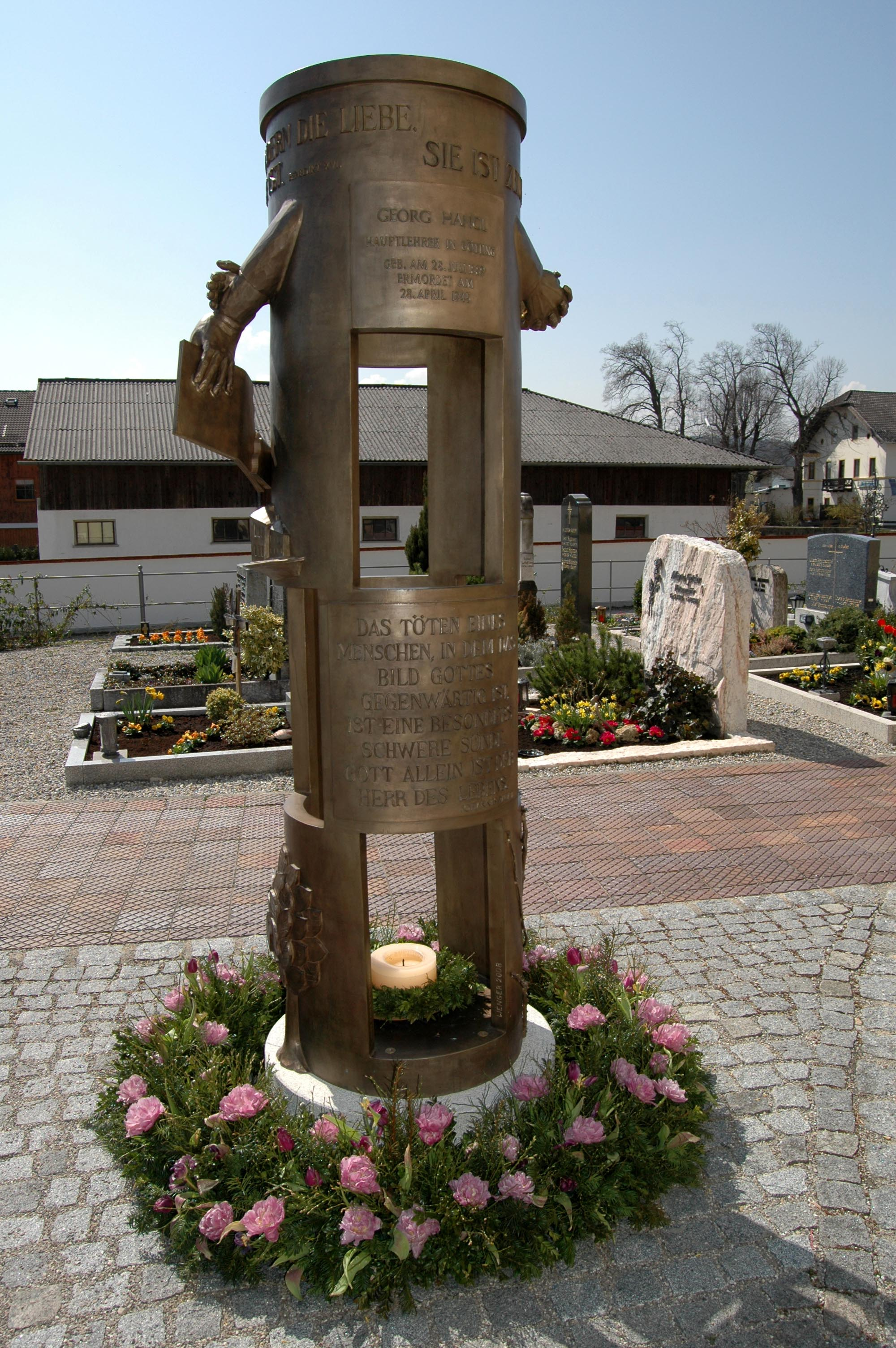
Grimm/Hangl-Denkmal in Götting

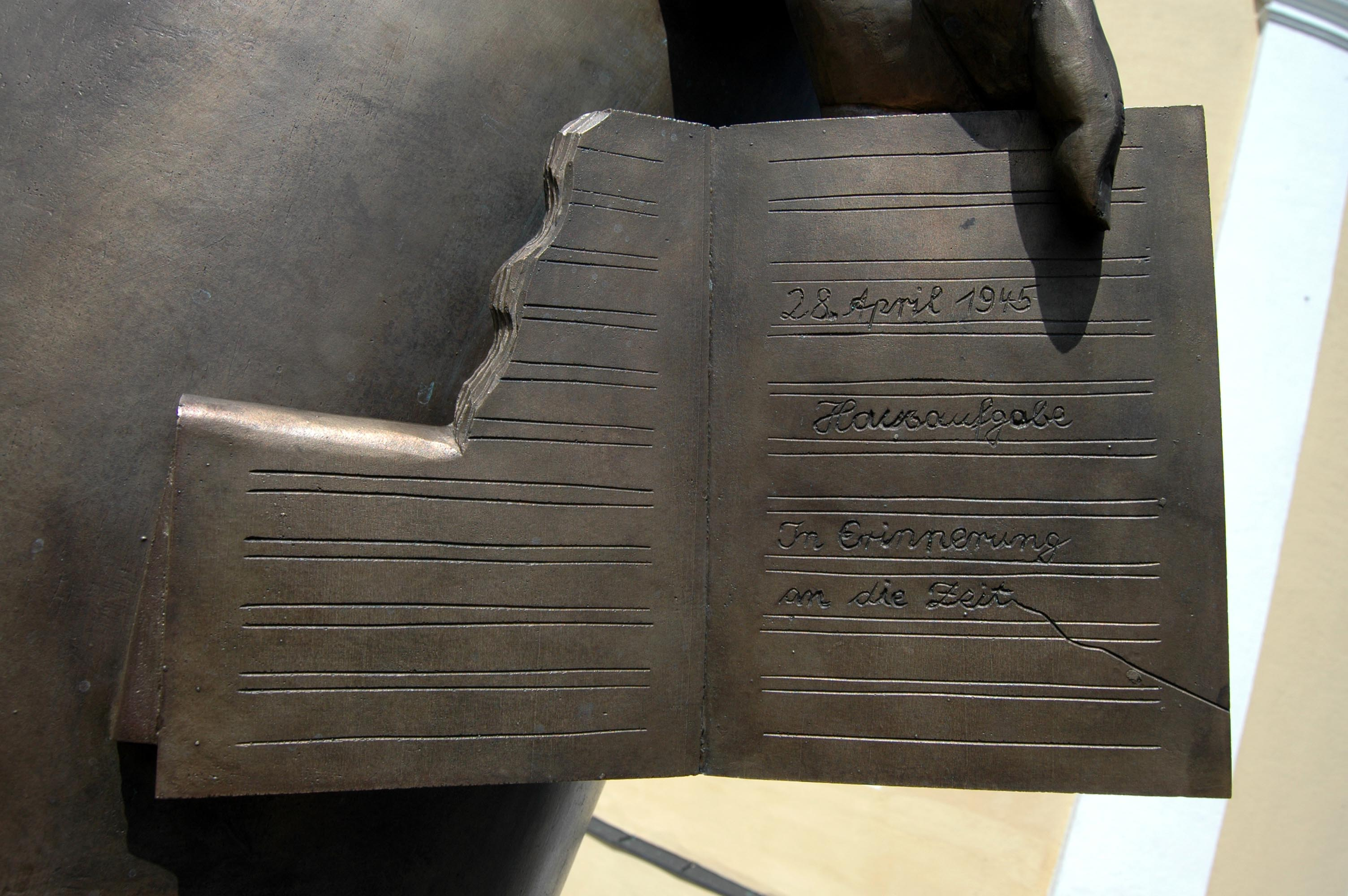
Grimm/Hangl-Denkmal (Detail)

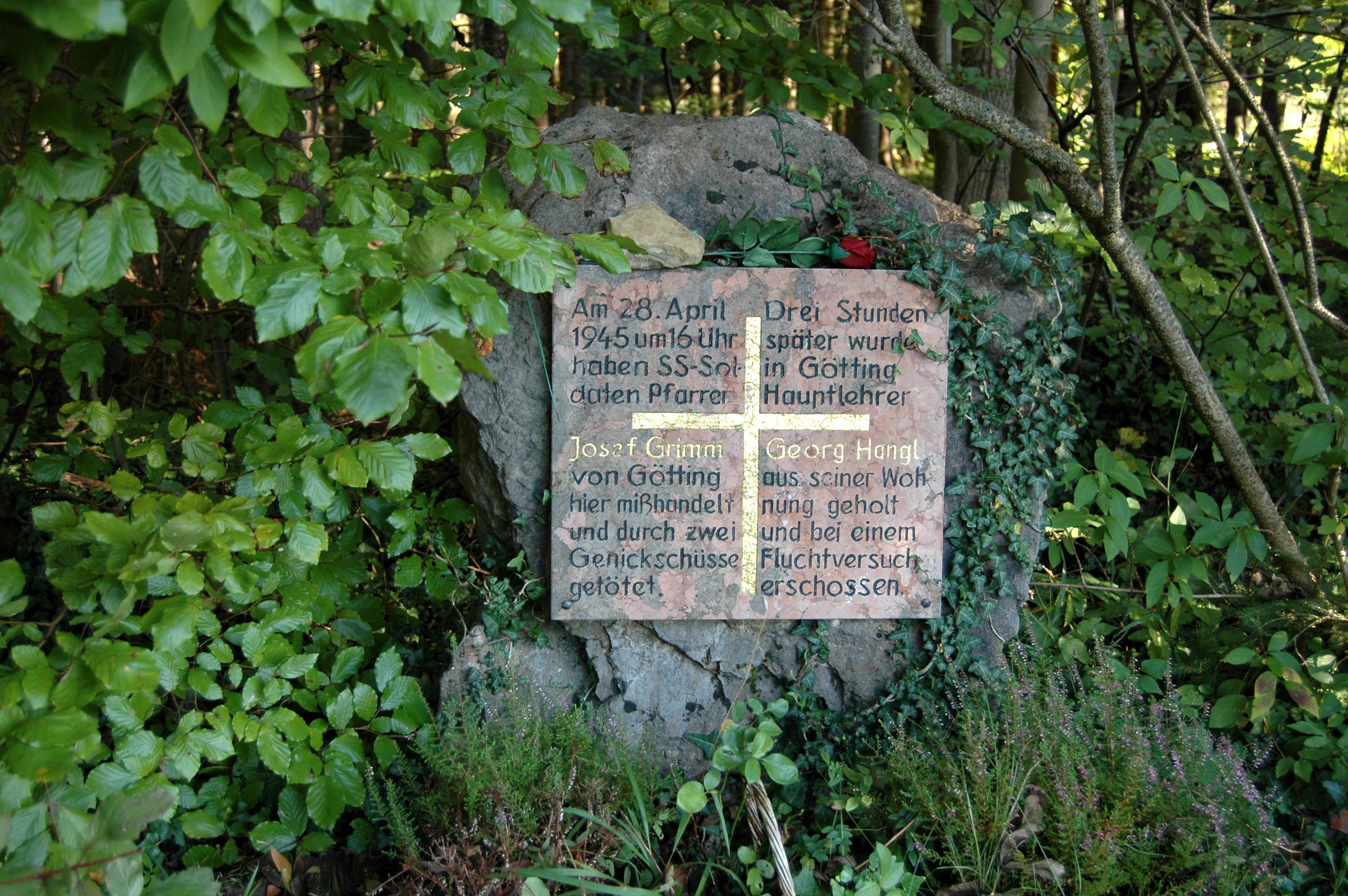
Grimm/Hangl-Gedenkstein an der Kreisstraße oberhalb von Unterleiten

Georg Hangl (* 28. Juli 1889 in Lengmoos (bei Wasserburg am Inn); † 28. April 1945 in Götting) war Hauptlehrer in Götting und wurde dort kurz vor Ende des Zweiten Weltkriegs von der SS ermordet.

## Leben
Georg Hangl war mit Louise Hangl verheiratet und hatte drei Kinder. Er wurde 1930 zum Hauptlehrer befördert und kam am 1. Januar 1934 als Schulleiter nach Götting. Zuvor war er an der Schule in Pang tätig. In Götting leitete er den Kirchenchor und spielte in der Kirche die Orgel.
Anfangs unterstützte Hangl den Nationalsozialismus und trat 1933 der NSDAP bei. Weiterhin war er Mitglied des NS-Lehrerbundes, der NS-Volkswohlfahrt, des Reichsluftschutzbundes, des Volksbundes für das Deutschtum im Ausland sowie des NS-Reichskriegerbundes. Laut seiner Spruchkammerakte übte er in diesen Organisationen keinerlei Ämter aus. Im Laufe der Zeit distanzierte er sich immer mehr vom Nationalsozialismus und wurde schließlich zu einem der schärfsten Gegner.

## Ermordung
Gegen Ende des Zweiten Weltkrieges befanden sich etwa 40 bis 50 Soldaten des SS-Jagdverbandes Nordwest in Götting. Sie rückten zum größten Teil am 27. April 1945 ab, zurück blieb ein Nachkommando, welches aus etwa fünf Männern und einigen Frauen bestand. Diese hatten eine Schreibstube im Gasthaus Eder eingerichtet.
Nachdem Hangl am Morgen des 28. April 1945 die Aufrufe der Freiheitsaktion Bayern (FAB) im Radio gehört hatte (Die FAB hatte verkündet, dass sie sich in der Nacht zuvor die Regierungsgewalt erstritten hätte, und forderte die Bevölkerung auf, die Funktionäre der NSDAP zu beseitigen), begab er sich gegen 6:30 Uhr zu Josef Grimm, dem Pfarrer des Ortes, um ihm von dem soeben Gehörten zu erzählen. Kurze Zeit später hissten sie gemeinsam die weiß-blaue Bayernfahne auf der Südseite des Kirchturmes. Die Hakenkreuzfahne wurde heruntergeworfen und verfing sich in der Dachrinne der Kirche.
Gegen 7 Uhr begaben sich die beiden zum Wirt Josef Eder (bis 1933 Bürgermeister von Götting) und erzählten ihm vom Aufruf der FAB und von ihrem Plan, gegen die Nationalsozialisten am Ort vorzugehen. Zunächst sollte der verbliebene PKW der SS beschädigt werden, welcher sich im nahe gelegenen Unterstand befand. Da jedoch der SS-Obersturmführer Josef Cornel Franz Bachot im Wagen schlief, wurde  dies nicht in die Tat umgesetzt.
Anschließend begab sich Hangl in die Schule, um den Schülern mitzuteilen, dass der Unterricht an diesem Tag ausfallen würde. Nach Polizeiangaben benutzte er die Worte „(sie) können nach Hause gehen und die Nazi totschlagen“.
Zwischenzeitlich begab sich der Hauptmann einer sich ebenfalls am Ort befindlichen Staffel des Armee-Pferde-Lazarettes ins Pfarrhaus, um das Einziehen der weiß-blauen Fahne und das Entfernen der Hakenkreuzfahne aus der Dachrinne zu erwirken. Die weiß-blaue Fahne wurde während der Morgenmesse abgenommen und gegen 8 Uhr war die Hakenkreuzfahne vom Kirchendach entfernt worden.
Etwa um 15 Uhr traf SS-Obersturmführer Bachot mit drei weiteren SS-Männern wieder am Ort ein. Kurze Zeit später holten sie den Zweiten Bürgermeister Martin Krattenmacher, den Gemeindeschreiber Karl Braßler sowie den Messner Josef Wörndl und seinen Sohn zum Verhör in die Schreibstube, um sie zum Hissen der weiß-blauen Fahne zu befragen. Diese Befragung verlief allerdings ergebnislos, da die Vernommenen keine Angaben zu diesem Vorgang machten.
Anschließend wurde Pfarrer Grimm von der SS vom Pfarrhof abgeholt und ebenfalls in der Schreibstube verhört. Er wurde anschließend mit dem PKW in den Wald oberhalb Unterleiten verbracht und dort ermordet.
Bald danach kamen die SS-Männer zum Schulhaus und nahmen Georg Hangl fest mit der Begründung, er müsse eine Aussage zum „Pastor“ machen. Er wurde Richtung Gasthaus Eder abgeführt. Dabei kam die Gruppe am Gasthaus Wagner vorbei. Dort sollte er offenbar einem Unteroffizier der Armee-Pferde-Lazarett-Staffel gegenübergestellt werden, den er angeblich am Morgen gefragt hatte, ob die Staffel über Waffen verfüge. Der Unteroffizier bestätigte dies, woraufhin Hangl – möglicherweise nach einem Stoß von Bachot – versuchte, zu fliehen. Mehrere Zeugen, die sich im Gasthof aufhielten, sahen Hangl an der Seite des Hauses vorbeilaufen und hörten dann Schüsse. Der Leichenschauschein für Hangl wies als Todesursache „Kopfschuss und andere Einschüsse (Erschießen durch die SS)“ aus. Die SS-Truppe verließ Götting noch in derselben Nacht.
Zunächst wurde Hangl im Feuerwehrhaus aufgebahrt und später in das Schulhaus überführt. Offenbar auf Anordnung der SS sollte ihm ein ehrenvolles Begräbnis verweigert werden. Zwei Tage nach dem Einrücken der US-Armee wurden Hangl und Pfarrer Grimm unter großer Anteilnahme der Göttinger Bevölkerung am 3. Mai 1945 beigesetzt.

## Strafrechtliche Aufarbeitung

### Erste Ermittlungen 1945
Bereits im Juni 1945 leitete das Landratsamt Ermittlungen ein. Im August 1945 lagen erste Protokolle von den Vernehmungen der Angehörigen und Augenzeugen vor. Drei mutmaßlich zum Täterkreis gehörende Personen konnten namentlich identifiziert werden: Obersturmführer Josef Bachot, Unterscharführer Gaston Koeken und Unterscharführer Jean Moens. Da alle drei Belgier waren, wurden von  dort Informationen  eingeholt. Es stellte sich heraus, dass Koeken und Moens bereits von einem belgischen Kriegsgericht zu längeren Freiheitsstrafen verurteilt worden waren und der nicht auffindbare Bachot (in Abwesenheit) sogar zum Tode verurteilt war. Aufgrund dessen stellte die Oberstaatsanwaltschaft Traunstein Ende 1950 die Ermittlungen ein.

### Festnahme Bachots 1961
Im Mai 1961 wurde der unter falschem Namen lebende Josef Bachot bei Hannover entdeckt. Daraufhin veranlasste die Staatsanwaltschaft Traunstein seine Festnahme und nahm die Ermittlungen wieder auf. Er stritt seine Beteiligung an den Morden an Hangl und Grimm stets ab. Bachots Anwälte versuchten mehrfach, eine Haftaussetzung zu erreichen; er blieb jedoch wegen Flucht- und Verdunkelungsgefahr in Untersuchungshaft.

### Voruntersuchungen 1962
Im Januar 1962 gab es drei Verfahren am Landgericht Traunstein – gegen Josef Bachot, Heinz K.  und Leonhard L. . In der Vernehmung am 9. Januar belastete der ehemalige Unterscharführer Heinz K. mit seiner Aussage zum Mord an Pfarrer Grimm Bachot und Moens schwer. Selber habe er bei einer Hausdurchsuchung während der Abholung Hangls mitgewirkt, war aber an der Erschießung des Lehrers nicht beteiligt.
Leonhard L. konnte zu den beiden Morden keine maßgeblichen Angaben machen, da er sich hauptsächlich in der Schreibstube aufgehalten habe. Allerdings habe er gehört, dass Bachot bei Gießen-Marburg an der Erschießung von KZ-Häftlingen und Fremdarbeitern beteiligt war.
Daraufhin wurde gegen Bachot sowie gegen Leonhard L. und Heinz K. ermittelt. Koeken und Moens sollten ebenfalls zur Sache vernommen werden, Koeken war aber mittlerweile in einer Nervenheilanstalt untergebracht und konnte keine sachdienlichen Angaben zu den Vorgängen mehr machen. Die Aussage von Jean Moens zu den beiden Morden belastete Bachot schwer.
Die Voruntersuchungen waren im Mai 1962 abgeschlossen. Die Hauptverhandlung verzögerte sich wegen eines noch ausstehenden Rechtshilfeersuchens an die belgischen Behörden.

### Hauptverhandlung 1963
Am 27. Februar 1963 begann am Landgericht Traunstein die Hauptverhandlung gegen Bachot, der wegen Mordes angeklagt wurde. Ein Verfahren gegen Heinz K. wegen Beihilfe zum Mord wurde aus Mangel an Beweisen nicht eröffnet. Eine Anklage gegen Leonhard L. ist in den Akten nicht vermerkt.
Sämtliche noch lebenden Zeugen wiederholten ihre Aussagen. Da Jean Moens nicht persönlich anwesend war, wurden die Protokolle der kommissarisch vorgenommenen Vernehmung ebenso wie die Aussagen der bereits verstorbenen Zeugen verlesen. Am 6. März 1963 war die Beweisaufnahme abgeschlossen. Der Antrag der Staatsanwaltschaft lautete auf lebenslange Zuchthausstrafe jeweils für jeden der beiden Morde und die Entziehung der bürgerlichen Ehrenrechte.
Am 7. März 1963 wurde das Urteil verkündet: es lautete „schuldig eines Verbrechens des Totschlages“ an Pfarrer Grimm und Freispruch im Fall der Erschießung Hangls. Das Strafmaß betrug 7 Jahre Zuchthausstrafe unter voller Anrechnung der Untersuchungshaft.
Sowohl die Verteidigung als auch der Oberstaatsanwalt legten Berufung ein. Der Bundesgerichtshof hob am 22. Oktober 1963 das Urteil auf und verwies das Verfahren an das Landgericht Traunstein zurück. Im Dezember 1963 wurde Bachot aus der Untersuchungshaft entlassen.

### Erneute Hauptverhandlung 1965
Am 14. Oktober 1965 wurde erneut eine Hauptverhandlung eröffnet. Die Beweisaufnahme umfasste diesmal nur das Verbrechen an Pfarrer Grimm, da bezüglich der Erschießung Hangls der Freispruch bereits rechtskräftig war. Die entsprechenden Zeugen wurden erneut vernommen.
Am fünften Prozesstag wurde das Urteil verkündet: Schuldig wegen Totschlag. Das Strafmaß betrug diesmal drei Jahre und sechs Monate unter Anrechnung der Untersuchungshaft. Josef Bachot musste die (teilweise ermäßigten) Kosten des Verfahrens übernehmen.
In der Urteilsbegründung wurde erwähnt, dass Bachot von frühester Jugend an zu Unterordnung und Gehorsam erzogen worden war und seine SS-Zugehörigkeit auf ein normales Unrechtsbewusstsein negativen Einfluss gehabt habe. Weiterhin hätte gegen Ende des Krieges ein Menschenleben wenig gezählt. Außerdem habe Grimm ein gemäß der damaligen Rechtsprechung schweres Verbrechen begangen, wofür er hart bestraft worden sei.
Wieder legte die Staatsanwaltschaft Traunstein Revision ein, welche jedoch am 28. Juni 1966 vom Bundesgerichtshof verworfen wurde. Im September 1966 wurde die verbliebene Freiheitsstrafe von einem Jahr und einem Monat – gegen den Einspruch der Staatsanwaltschaft – in eine dreijährige Bewährungsstrafe umgewandelt. Am 13. Oktober 1966 wurde der Haftbefehl aufgehoben.